# 아르네도

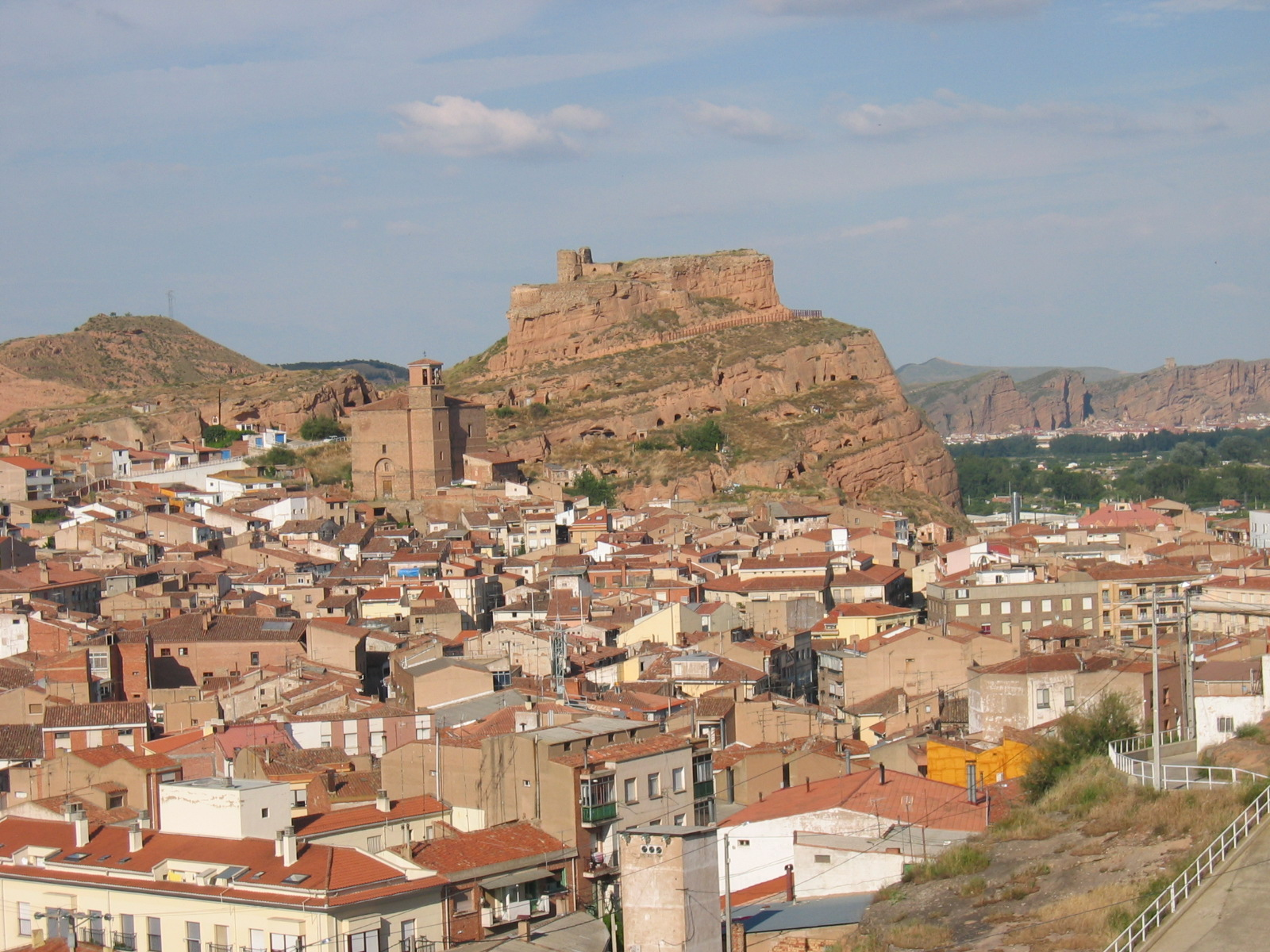
아르네도

아르네도(Arnedo)는 스페인 라리오하 지방의 도시로, 인구는 14,457명이다.